# Johann Christoph Ungewitter
Johann Christoph Ungewitter (* 30. Juni 1681 in Schwarzenhasel; † 14. Januar 1756 in Kassel) war ein deutscher reformierter Theologe.

## Leben
Der Sohn des Pastors Christoph Ungewitter  und dessen Frau Marten Elisabeth Ficinus (aus Benhausen) hatte seit dem Jahr 1696 dem Gymnasium in Hersfeld besucht und später seine Ausbildung am Gymnasium in Bremen fortgesetzt. Nach Vollendung seiner akademischen Laufbahn erhielt Ungewitter, in dem damaligen Spanischen Erbfolgekrieg 1705 eine Anstellung als Feldprediger bei den Hessischen Truppen. Dabei war er bei den Feldzügen am Rhein, in Italien und in den Niederlanden dabei. Einer besonderen Aufmerksamkeit würdigte ihn der damalige Erbprinz von Hessen und spätere König Friedrich I. von Schweden und Landgraf von Hessen.
Obwohl er nicht beim Generalstab angestellt war, musste er mehrmals vor jenem Fürsten predigen. Nach eingetretenem Frieden war er 1712 zweiter Prediger der reformierten Gemeine in Marburg. An der Universität Marburg hatte er sich auch die Erlaubnis erworben theologische Vorlesungen abzuhalten, jedoch kam er nicht mehr dazu. Er folgte vielmehr 1727 einem Ruf nach Kassel, wo er Hofprediger wurde und später den Charakter eines Konsistorialrats erhielt. Seit 1732 hatte er den kränkelnden Superintendenten Nicolaus Kürsner (1661–1735) als Amtsgehilfe unterstützt. Nach Kürsners Tode war er 1735 Superintendent der Kasseler Diözese und Oberhofprediger.
Ungewitter hatte sich zu seiner Zeit den Ruf eines ausgezeichneten Kanzelredners erworben. Seine Predigten die 1743–1744 unter dem Titel Geistliche Reden in zwei Teilen erschienen, hatte durch neue Aspekte viel Interesse erregt. Zudem fanden seine Abendmahlsbetrachtungen, die er 1737 unter dem Titel Wahrer Seelengestalt würdiger Tischgenossen an des Herrn Tafel einige Beachtung.

## Familie
1713 hatte er sich mit Helene Christine, die Tochter des hessischen Oberauditeurs Reinhard Christoph Scheffer, verheiratet. Aus jener Ehe stammen drei Söhne und zwei Töchter. Von den Kindern kennt man:
- Reinhard Christoph Ungewitter (1715–1784) wurde ebenfalls ein bedeutender Theologe
- Christine Elisabeth Ungewitter (* 1716; † 14. März 1756) verh. 28. Januar 1738 mit dem Lambarddirektor und Kassierer in Kassel Johann Peter Martin (* Februar 1674,† November 1750 als Kurköllnischer Oberbergrat)
- Johann Sigmund Ungewitter (* 1722; † 6. Februar 1801) 1755 Amtsschultheiß in Neukirchen, 1763 Amtmann in Frauensee und Völkerhausen, 1765 Ratscharakter, 1770 hessen-homburgisch und waldecker Hof- und Kammerrat.
- Catherine Magdalene Ungewitter (* 11. September 1728)
- Carl Ungewitter (* 1724, † 16. August 1801) 1755 Landgerichtsassessor in Kassel, 1782 Rat

## Werke
- Ein kurzes Leben, das beste Leben, in einem Leichenseremon u.s.w. Marburg 1720
- Die wahre Glückseligkeit des hohen Alters und der fleißige Wechsel der Gläubigen in ihrem Tode; eine Leichenrede u.s.w. Marburg 1727
- Das glückselige und daher zur Dankbarkeit verbundene Hessenland, bei einem hohen Geburtstage des Landgrafen Carls I. Kassel 1727
- Buße und Glaube in ihrer Natur, Kraft und Früchten; nebst einem ermunternden Denkmal des zweiten Reformationsjubiläums. Zur Besserung und Erbauung in einigen Reden öffentlich vorgestellt. Kassel 1732
- Leichenseremon über 2. Chron. 24, 15, 16; bei dem Tode des Landgrafen Carls von Hessen. Kassel 1743
- Wahre Seelengestalt würdiger bTischgenossen bei des Herrn Tafel, in sieben Betrachtungen vorgestellt, nebst einer kurzen Erklärung des Gebets des Herrn. Kassel 1737
- Geistliche Reden. Kassel 1743–1744, 2. Teile
- Die mit einem seligen Tode gekrönten, heiligen und würdigen Thaten eines erhabenen Königs und großen Kriegshelden; in einer Trauer und Gedächtnißrede aus Apostelgesch. 13, 36 über den Tod König Friedrichs von Schweden, Landgrafen zu Hessen. Kassel 1751